# Geoffroy Dumonstier

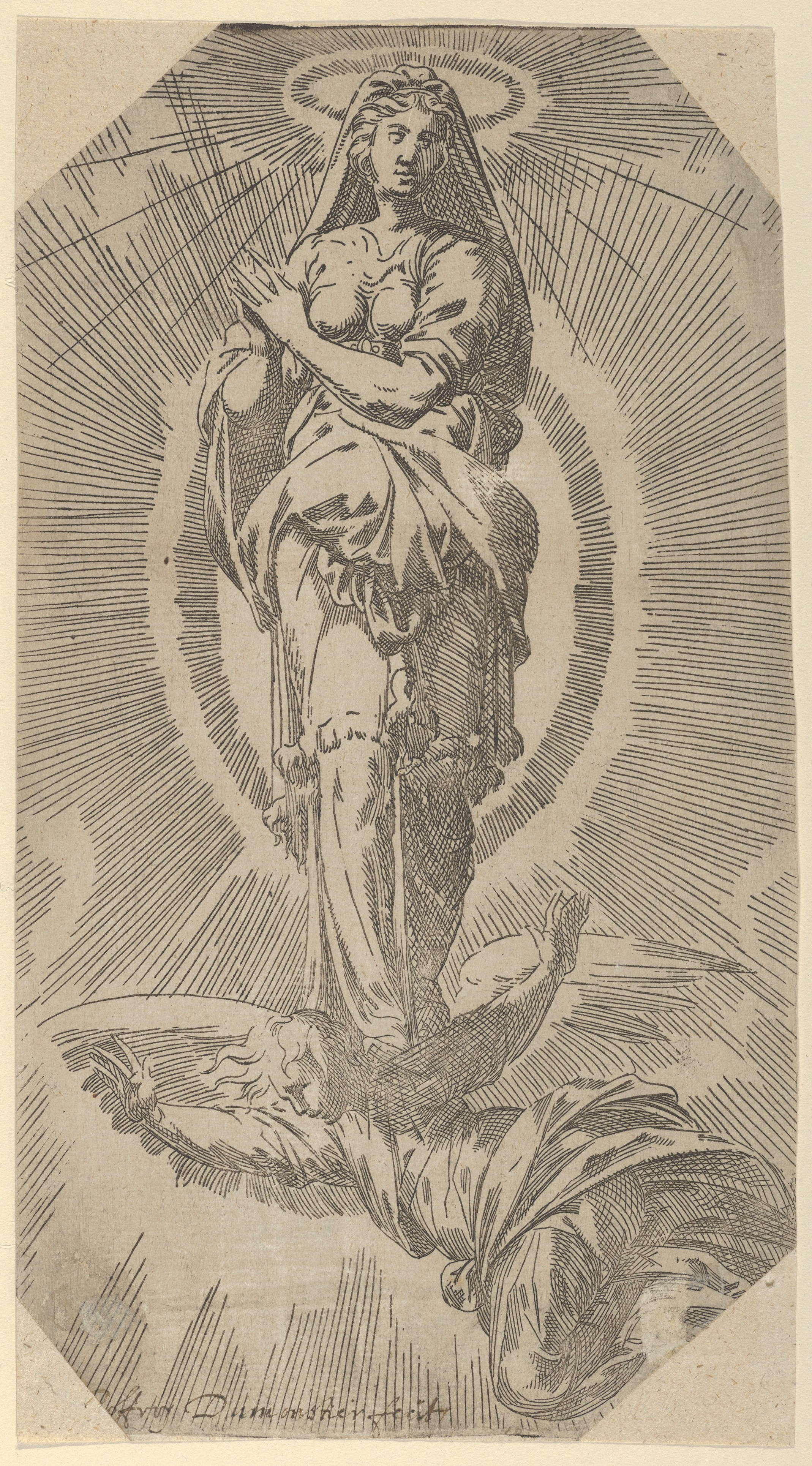
Asunción de la virgen, Museo Metropolitano de Arte, Nueva York

Geoffroy Dumonstier o Dumoûtier (Saint-Étienne-du-Rouvray, 1500–París, 13 de octubre de 1573) fue un pintor y grabador francés, miembro de la escuela de Fontainebleau. 

## Biografía
Fue miembro de una familia de pintores: su padre, Jean, fue miniaturista en Rouen; sus hijos Étienne, Pierre y Cosme fueron también pintores, así como sus nietos Pierre II y Daniel. Fue miniaturista de Francisco I y Enrique II. En 1570 consta como maestro pintor en París. Su obra maestra es el Frontispicio del registro del cartulario del hospicio general de Rouen. Realizó una veintena de grabados en los que se denota la influencia de Rosso Fiorentino, así como dibujos para vidrieras.